# Oktavián Zdenko Kinský
Oktavián Zdenko Kinský (celým jménem německy Oktavian Zdenko Stanislaus Sigmund Johann Graf Kinsky von Vchinitz und Tettau; 4. listopadu 1844 Vukovar – 8. ledna 1932 Abbazia (Opatija)) byl český šlechtic z chlumecké větve rodu Kinských, majitel velkostatku Chlumec nad Cidlinou a zámku Karlova Koruna a průkopník tenisu v Čechách. Jeho synovi Zdenku Radslavovi Kinskému byl po komunistickém puči v roce 1948 znárodněn majetek.

## Životopis
Narodil se v roce 1844 ve Vukovaru (Chorvatsko) jako první syn Jana Křtitele Kinského (1815–1868) a jeho manželky Ifigénie Dadanyi de Gyülvész (1821–1882). Měl čtyři sourozence, mezi nimi bratry Zikmunda (Sigmund; 1847–1869) a Evžena (Eugen; 1850–1896). Dětství a mládí s rodiči prožil na panství v Chlumci a především v Sedmihradsku.
V roce 1868 zemřel jeho otec Jan a on ve svých 24 letech převzal správu nad majetky v Banátu, které patřily jeho matce. V roce 1872 byl v diplomatických službách v Paříži a v Londýně. V Anglii se naučil tenis a po návratu do Čech se stal jeho průkopníkem. V roce 1879 získal čestný titul c. k. komořího.

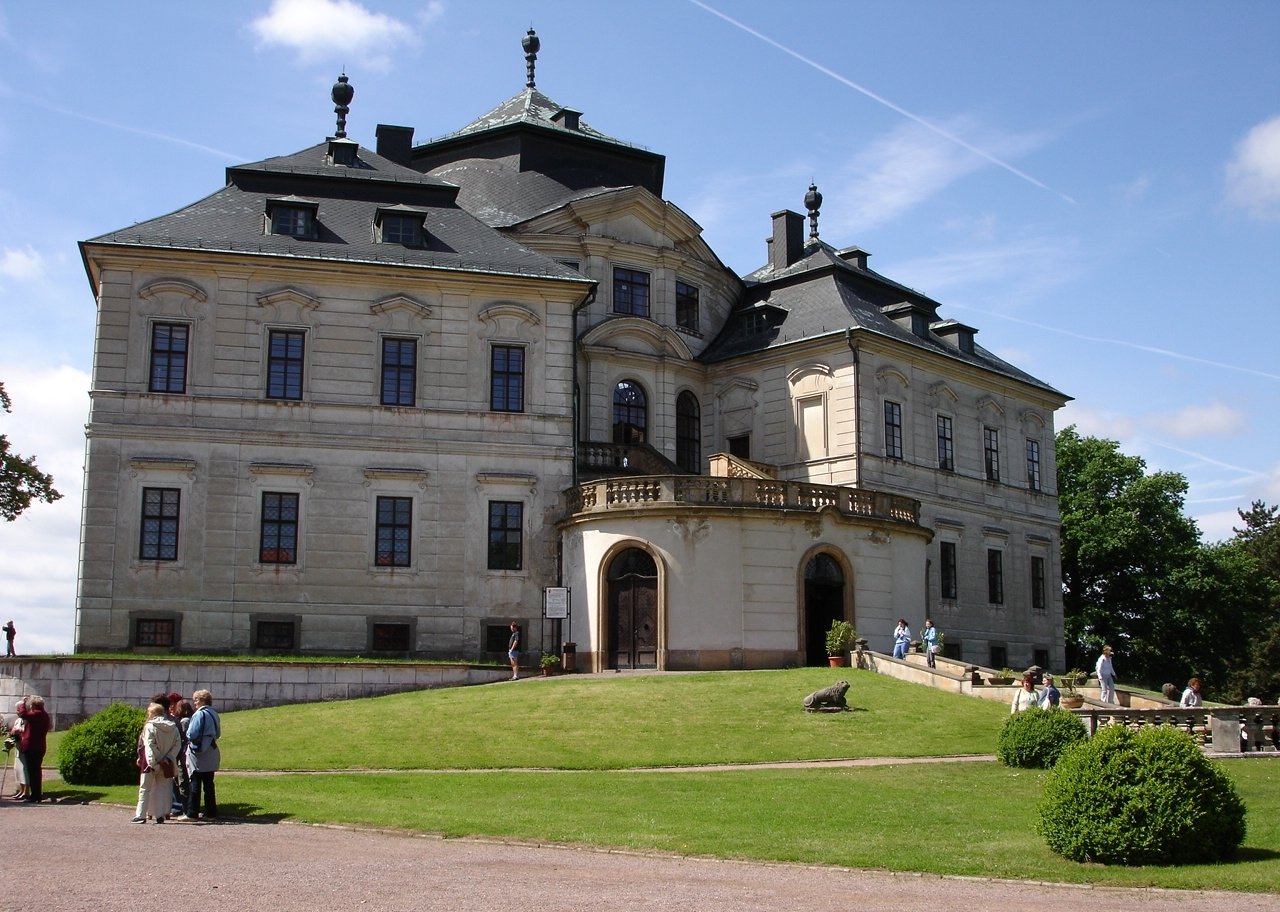
Zámek Karlova Koruna

Mezi jeho hobby patřil sport, koně a parforsní hony. Byl fyzicky velmi zdatný. Dostihů se účastnil aktivně jako závodník. Už v osmnácti letech startoval s černým valachem Taffyn na dostizích ve Velké chlumecké. Stal se vítězem Velké pardubické[chybí lepší zdroj] a dostihů na iffezheimské dráze u Baden-Badenu. Na přání císařovny Alžběty předvedl své jezdecké umění v jezdecké škole ve Vídni. Dokázal na koni urazit stovky kilometrů, např. ze Sedmihradska do Pardubic. V roce 1864 přeplavat proti proudu Dunaje z Prešpurku do Vídně. Chystal se dokonce přeplavat kanál La Manche z francouzského Calais do anglického Doveru. Nebál se riskovat život, tajně přestoupil za jízdy u Baden-Badenu z osobního vlaku do rychlíku a pak na přátele čekal na nádraží.
V roce 1895 se Zdenko v 51 letech stal po svém strýci dědicem chlumeckého velkostatku, který zahrnoval 54 vesnic, 16 lesních revírů a 24 dvorů. V pokročilém věku lovil kamzíky a medvědy v Sedmihradsku.
Zemřel v italské Abbazii (Opatiji), kde Kinští od roku 1903 postupně vlastnili tři sídla – Villu Kinsky, Villu Dory a Villu Arion. Pohřben byl nejdříve v Opatiji, jeho syn nechal ostatky v roce 1935 převézt do rodinné hrobky v Mlékosrbech.

## Rodina
V Budapešti se 11. června 1877 oženil s uherskou hraběnkou Georginou Festetics de Tolna, zvanou Gina (1. 12. 1856 Šoproň – 30. 11. 1934 Opatija), dcerou hraběte Györgye Festeticse (1815–1883) a jeho manželky Evženie Erdődyové de Monyorókerék et Monoszló (1826–1894). Byla palácovou dámou a od roku 1882 dámou Řádu hvězdového kříže. Její rodina vlastnila rozsáhlý velkostatek Molnári v Uhrách a palác ve Vídni. Georginin bratr Tassilo Festetics de Tolna (1850–1933) byl v roce 1911 povýšen do knížecího stavu. Ve šťastném manželství se narodilo devět dětí:
- 1. František Xaver (23 .5. 1878 Vídeň – 10. 12. 1935 Chlumec nad Cidlinou)
  - ⚭ (19. 11. 1927 Bor u Tachova) Maria Benedikta ze Schönbornu (29. 10. 1896 Praha – 6. 4. 1957 Praha)
- 2. Ilona (Helena; 12. 8. 1879 Ischl – 23. 3. 1968 Bryn Myrddin, Wales)
  - ⚭ (7. 9. 1901 Vídeň) Edgar Hoyos zu Stichsenstein (7. 2. 1875 Rijeka – 18. 6. 1952 Satteins bei Feldkirch, Vorarlbersko)
- 3. Margareta (12. 8. 1881 St. Gallen, Štýrsko – 6. 4. 1928 Abbazia)
  - ⚭ (15. 7. 1919 zámek Sooss bei Loosdorf) Rudolf Coreth zu Coredo (4. 5. 1868 Wieden, Štýrsko – 24. 9. 1939 Eastbourne)
- 4. Therese, zv. Sita (16. 1. 1884 Vídeň – 1. 7. 1932 Abbazia)
- 5. Aloysia (Alice; 27. 7. 1886 Bad Ischl – 31. 8. 1975 Eisenkappel)
  - ⚭ (26. 6. 1906 Vídeň) Alexander von Thurn und Valsassina-Como-Vercelli (3. 2. 1879 Vídeň – 5. 3. 1962 Bleiburg)
- 6. Norbertine (Nora; 18. 12. 1888 Vídeň – 26. 3. 1923 Poruba, Slezsko)
  - ⚭ (8. 1. 1921 Vídeň) Ferdinand von Wilczek (28. 5. 1893 Dobroslavice – 5. 7. 1977 zámek Schloss Seebarn bei Wien)
- 7. Johanna (2. 4. 1891 Vídeň – 15. 5. 1984 Feldkirch)
  - ⚭ I. (6. 7. 1914 Vídeň) Aloysius Esterházy von Galántha (18. 7. 1883 Csákvár – 24. 10. 1916 Sósmezö, padl)
  - ⚭ II. (15. 6. 1921 Praha) Ferdinand z Trauttmansdorff-Weinsbergu (10. 3. 1897 Kadaň – 14. 5. 1958 Klagenfurt)
- 8. Norbert (31. 1. 1893 Vídeň – 13. 10. 1914 Bystrica, padl)
- 9. Zdenko (14. 7. 1896 Chlumec nad Cidlinou – 1. 1. 1975 Řím)
  - ⚭ (7. 6. 1921 Praha) Eleonore z Clam-Gallasu (4. 11. 1887 Frýdlant v Čechách – 31. 5. 1967 Vídeň)